# Shoddy
Shoddy je textilní materiál z rozvlákněných („trhaných“) vlněných hadrů.

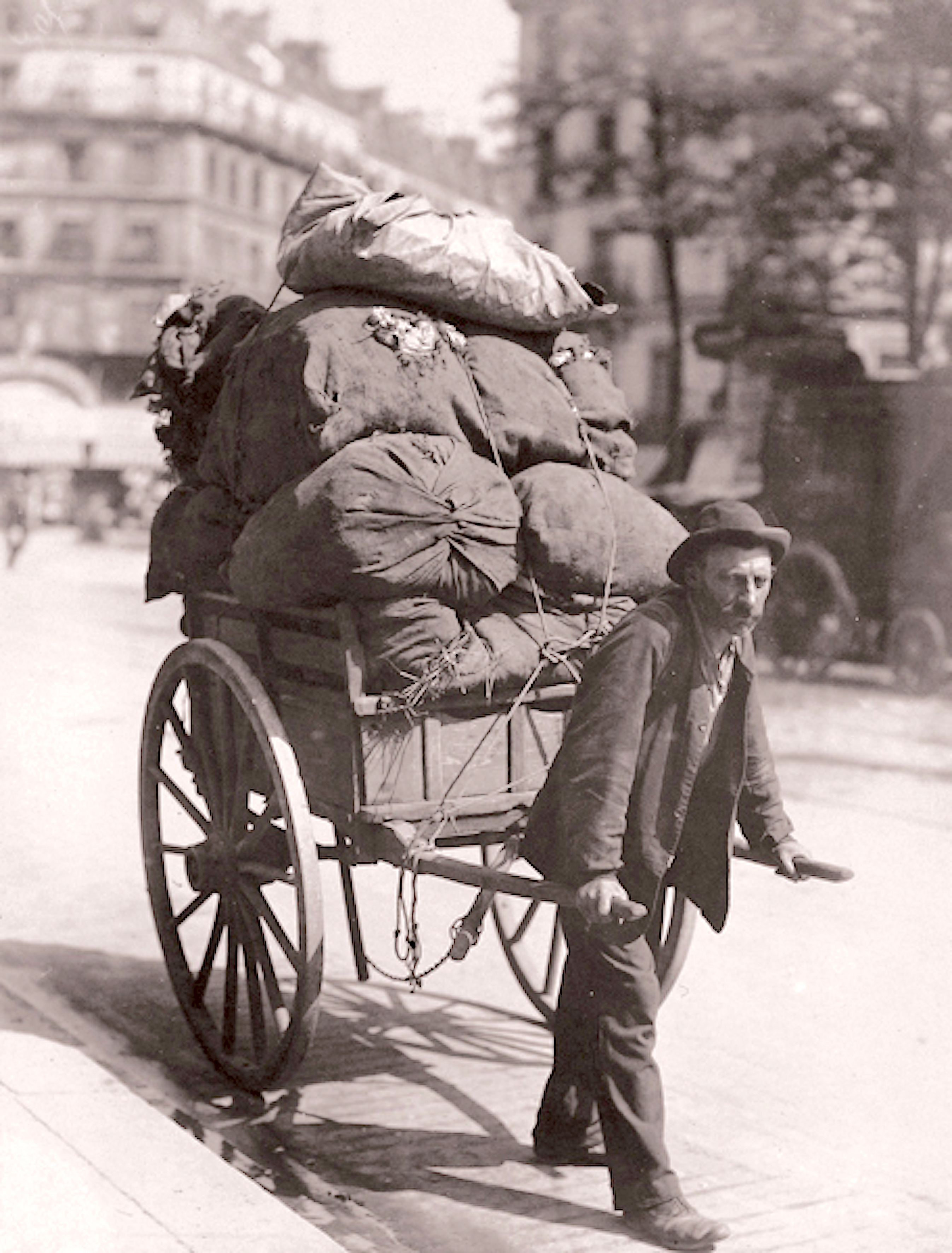
Sběr odložených textilií na „trhání“ (Paříž v roce 1899)

Shoddy je v angličtině přívlastek (např. pro výrobek) vyjadřující „špatný a nedbale zhotovený z méněcenného materiálu“.

## Způsoby rozvlákňování a použití shoddy
Pro shoddy se rozvlákňují pleteniny a měkčí plošné textilie (na rozdíl od recyklace vlny na tzv. mungo z hadrů z tužších, většinou valchovaných tkanin).

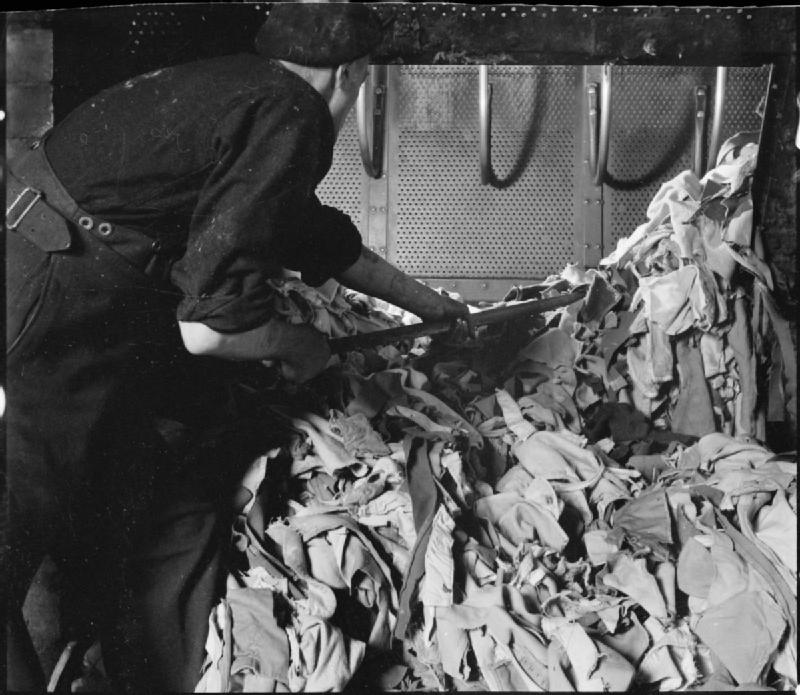
Vlněné hadry v karbonizačním zařízení (Anglie 1942)

Vytříděné, rozstříhané hadry se karbonizují, napouštějí třemi až pěti procenty špikovacího oleje a předkládají trhacím strojům (ohrocené bubny vytrhávají chomáče vláken z pevně stisknuté textilie) a materiál se případně dále rozvolňuje na tzv. druzetách nebo garnetách (ozubené válce pracující na principu mykání).
Rozvolněný materiál obsahuje vlákna s maximální délkou asi 35 mm, s velmi rozdílnou tloušťkou a nízkou pevností, zpravidla v různobarevných odstínech. Na přízi se shoddy zpracovává po partiích, ve kterých se velmi často mísí se střižní vlnou, s vlněnými výčesky, buretovým hedvábím nebo s umělými vlákny. Z materiálu se dají vyrábět mykané vlnařské, rotorové nebo frikční příze do jemnosti asi 800 tex. Příze ze shoddy se používají na levné pokrývky, koberce a svrchní oděvy.

## Z historie shoddy

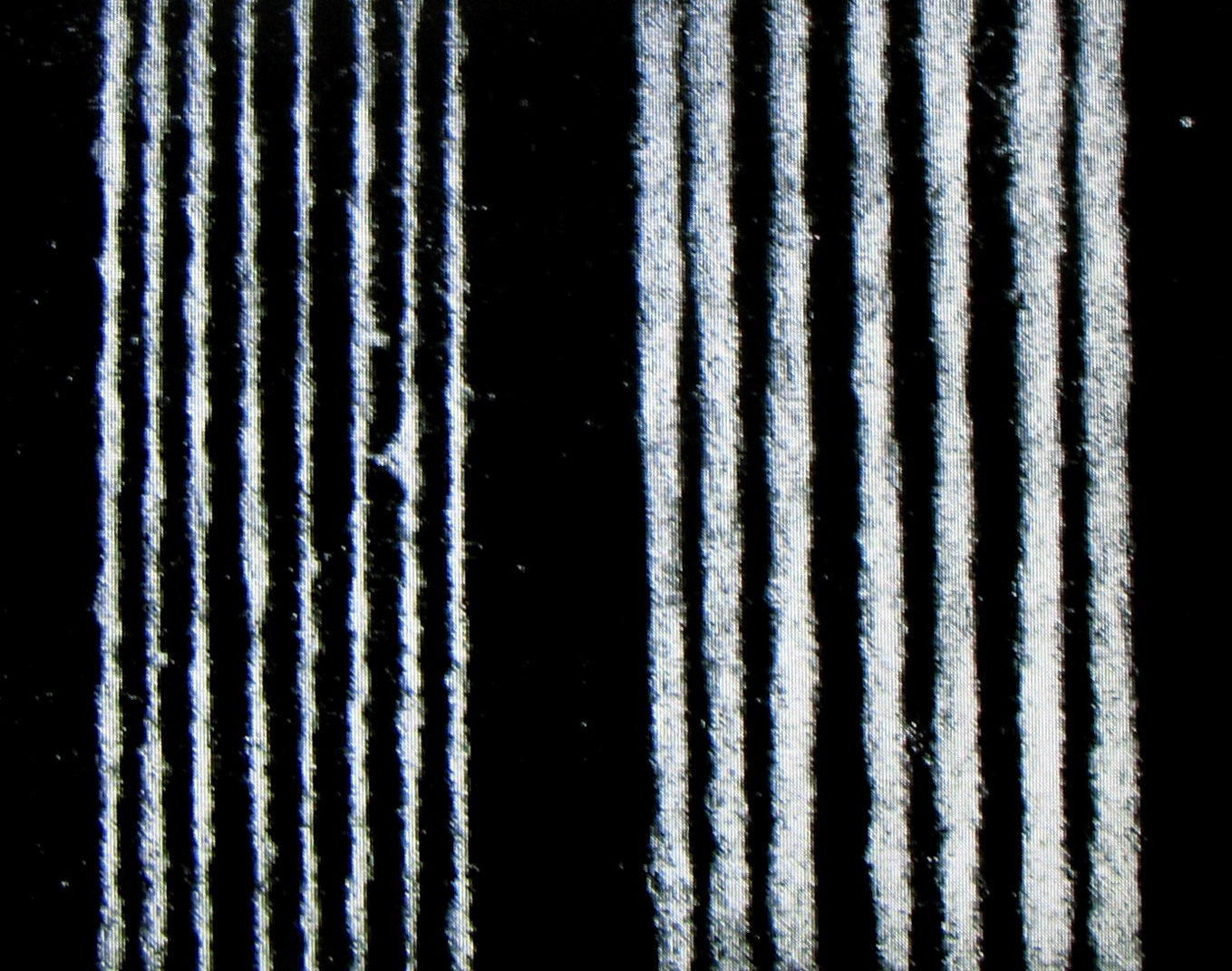
Shoddy v přízi a v přástu (Anglie 1920)

Anglický soukeník Benjamin Law zorganizoval kolem roku 1813 v hrabství Yorkshire celosvětově první systematický sběr, třídění a strojní rozvlákňování použitých vlněných textilií na materiál nazvaný shoddy, ze kterého se dala vyrábět příze.
Do roku 1855 se zvýšil podíl recyklované vlny (shoddy a mungo) na celkové spotřebě vlny ve Velké Británii na 20 %. Zatímco cena střižní vlny se v 19. století pohybovala mezi 35 a 40 pencemi za kilogram, stoupla cena trhané vlny z 2,5 pence v roce 1820 na 10 pencí za kg v roce 1870.
Ve druhé polovině 19. století se rozšířila výroba a zpracování trhané vlny do několika dalších evropských států. Například ve značně rozvinutém textilním průmyslu v Brně se stala trhaná vlna důležitým faktorem. Na začátku 20. století dosáhl obrat obchodu s tímto materiálem asi 4 miliony rakouských korun.  V té době se zvýšil podíl shoddy a munga na spotřebě vlny ve Velké Británii a Irsku na téměř 40 %.
Na začátku 21. století jsou v tomto oboru známé specializované firmy např. v Itálii a ve Velké Británii.  Informace o celosvětovém vývoji cen trhané vlny se dají zakoupit např. za 32,50 USD, údaje o rozsahu výroby však nejsou publikovány.